# Syracuse (Kansas)
Syracuse es una ciudad ubicada en el condado de Hamilton en el estado estadounidense de Kansas. En el año 2010 tenía una población de 1812 habitantes y una densidad poblacional de 532,94 personas por km².

## Geografía
Syracuse se encuentra ubicada en las coordenadas 37°58′59″N 101°45′04″O / 37.982938, -101.751224 (37.982938, -101.751224).

## Demografía
Según la Oficina del Censo en 2000 los ingresos medios por hogar en la localidad eran de $31,250 y los ingresos medios por familia eran $37,976. Los hombres tenían unos ingresos medios de $29,000 frente a los $23,482 para las mujeres. La renta per cápita para la localidad era de $15,531. Alrededor del 15.0% de la población estaban por debajo del umbral de pobreza.